# Замужем за мафией (фильм, 2002)
«Замужем за мафией» (кор. 가문의 영광, камуни ёнъкванъ) — южнокорейская криминальная мелодраматическая комедия. Премьера состоялась 13 сентября 2002 года. На показ фильма было раскуплено 5 200 001 билетов — таким образом, фильм занимает 14 позицию по продаже билетов в Южной Корее.

## Сюжет
Успешный сотрудник компании и выпускник престижного вуза Тэсо (Чон Чунхо) просыпается в кровати с незнакомкой по имени Чингён (Ким Чонын), у которой, как выясняется, члены семьи является мафиози. Узнав о случившемся, а также о состоятельности молодого человека, братья и отец Чингён намерены выдать её замуж.

## В ролях
- Ю Тонгын (유동근) — Чан Интхэ (брат Чингён)
- Чон Чунхо (정준호) — Пак Тэсо
- Ким Чонын (김정은) — Чан Чингён
- Сон Чиру (성지루) — Чан Соктхэ (брат Чингён)
- Пак Санук (박상욱) — Чан Кёнтхэ (брат Чингён)
- Пак Кынхён (박근형) — Чан Чонджон (отец Чингён)
- Чин Хигён (진희경) — Вон Хесук